# Shigeaki Saegusa

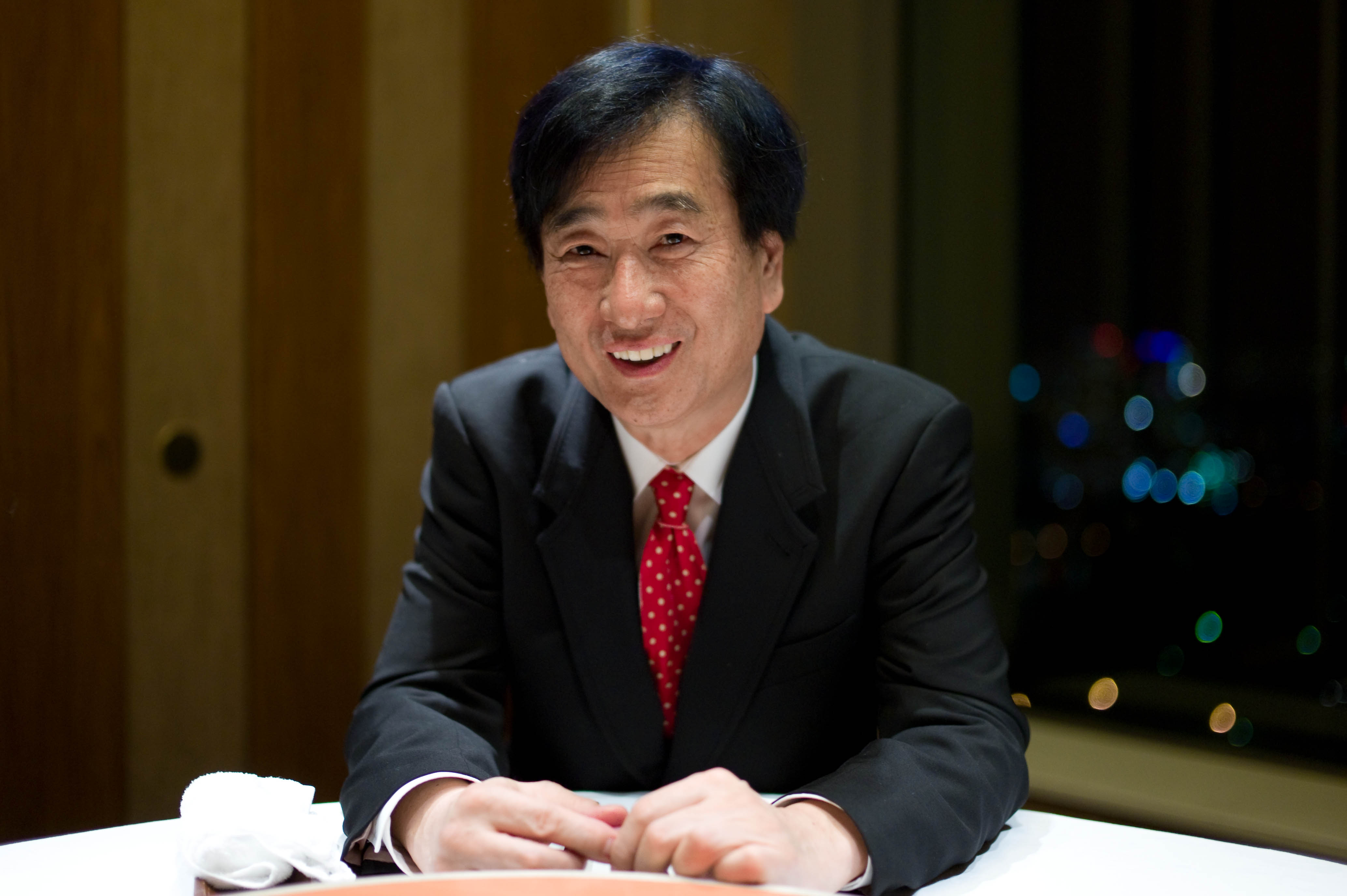
Shigeaki Saegusa in 2010

Shigeaki Saegusa (Japans: 三枝 成彰) geboren als Saegusa Nariakira (Japans: 三枝 成章) (Nishinomiya, 8 juli 1942) is een Japans componist en muziekpedagoog. Hij was de oudste zoon van het echtpaar Yoshio Saegusa en Toshiko Saegusa.

## Levensloop
Saegusa vertrok kort na zijn geboorte met zijn ouders naar Tokio. Verder woonden zij in Chiba en in de prefectuur Kanagawa. Al in 1946 kreeg hij zijn eerste pianoles. Vanaf 1951 studeerde hij bij Irino Yoshirō (compositie aan de Toho Gakuen School of Music in Chofu. In 1962 veranderde hij zich aan de Tokyo National University of Fine Arts and Music (東京藝術大学 Tōkyō Gei-jutsu Daigaku) in Tokio, nu: Tokyo University of the Arts en studeerde aldaar bij Shin’ichiro Ikebe (compositie) en Yuko Shimada. In 1965 won hij een compositieprijs van de familie Ataka. In 1966 behaalde hij zijn diploma in compositie me lof.
Vervolgens was hij docent aan het Tokyo College of Music in Ikebukuro, Tokio. In april 2004 werd hij daar benoemd tot professor. In 1989 veranderde hij zijn naam in Shigeaki Saegusa. Hij is eveneens gast-professor aan de Cyber Universiteit in Fukuoka. Sinds oktober 1998 is hij directeur van de Japanese Society for Rights of Authors, Composers and Publishers (JASRAC), de Japanse zusterorganisatie van de Buma/Stemra of SABAM. Verder was hij voorzitter van de Japan Federation of Composers en bestuurslid van de Japan Society for Contemporary Music.
Als componist schreef hij werken voor verschillende genres. In 1991 kreeg hij van de stichting Mozarteum de opdracht, het werk Sinfonia Concertante in A majeur, voor viool, altviool, cello en orkest van Wolfgang Amadeus Mozart te voltooien. In 2003 werd hij onderscheiden met de Eremedaille met het paarse lint.

## Composities

### Werken voor orkest
- 1983 Symfonie "The Symphony"
- 1989 Summer - deel 2 van de symfonische suite Tokyo (een gezamenlijke compositie met Yuzo Toyama, Maki Ishii en Yasushi Akutagawa
- 1991 Concert "The Legend of Snow" - Epitaph for Sibelius, voor viool en orkest
- 1993 Shamisen concert "1 December 1993", voor shamisen en orkest
- 1993 Concert "Elegy for a King", voor cello en orkest
- 1994 Concert "Look! Mount Fuji in the west wind", voor piano, gemengd koor en orkest
- 2003 Taiko-kyosokyoku (About taiko), concert voor taikotrom (Oude Japanse trom) en orkest
- 2004 Concert, voor trompet en orkest
- 2008 Concert "Philosophy of squids", voor piano en orkest - opgedragen aan Dr. Ichiro Hatano
- Orchestra '89 : 1945-86-815 Hiroshima
- Suite uit de filmmuziek van "Ζ Gundam"

### Werken voor harmonieorkest
- Overture "Five Rings" - verplicht werk tijdens de All Japan Band Competition in 1985

### Muziektheater

#### Opera's
| Voltooid in | titel                                                       | aktes       | première | libretto                                                                 |
| ----------- | ----------------------------------------------------------- | ----------- | --- | ------------------------------------------------------------------------ |
| 1978        | Dragon Love Music                                           |             | |                                                                          |
| 1987-1997   | Chushingura                                                 | 3 bedrijven | 14 mei 1997, Tokio, Tokyo Bunka Kaikan                                                                                     | Masahiko Shimada naar de kabuki-epos uit "Forty-seven Ronin/Chushingura" |
| 1991/1993   | Sen no kioku no monogatari (The Story of Thousand Memories) |             | 1993 |                                                                          |
| 2001        | Yamato Takeru                                               |             | |                                                                          |
| 2004        | Jr. Butterfly                                               | 3 bedrijven | 6 april 2004, Tokio, Tokyo Bunka Kaikan; 3 augustus 2006, Grande Teatro all'aperto di Massaciuccoli Torre del Lago Puccini | Masahiko Shimada                                                         |
| 2008        | Grief (Verdriet)                                            |             | |                                                                          |
| 2013        | Het commando Kamikaze                                       |             | 2 februari 2013, Tokio, Tokyo Bunka Kaikan                                                                                 |                                                                          |

### Vocale muziek

#### Oratorium
- 1987 Yamato Takeru, oratorium

#### Cantates
- 2000 "Tengai" - the prayer of a free person, cantate voor jongenssopraan, mannenkoor en orkest - tekst: Masahiko Shimada

#### Werken voor koor
- 1981 Beautiful river by asking, suite voor gemengd koor (of mannenkoor) - tekst: Eisaku Yoneda
- 1981 Radiation missa, voor solisten en gemengd koor
- 1986 Beautiful Towa by river, suite voor gemengd koor
- 1998 Requiem, voor gemengd koor (of mannenkoor) - tekst: Ayoko Sono
- 1999 Chikuma gawa sanka, voor vrouwenkoor (SSAA) (of kinderkoor) en piano - tekst: Kyōko Yanagisawa
  1. Mizu no sei Chikuma no tanjō
  2. Yōkoso otaru
  3. Hi fumi buchi
  4. Kawa no ikari
  5. Yuki hada muden
  6. Chikuma yūjō
  7. Epilogue Chikuma memorī
- 2005 Inochi no furue, voor gemengd koor - tekst: Jouji Sakaguchi
  1. Kakurenbo
  2. Kageri
  3. Mizu tamari
  4. Pokān
  5. Iro no nagare
  6. Inochi no furue
- 2010 The last message, voor mannenkoor en orkest - tekst: Hans Walter Bähr "Die Stimme des Menschen", Japanse vertaling: Kenji Takahashi
- Also, tomorrow, voor gemengd koor

#### Liederen
- 1970 Madrigaal, voor zes sopranen

### Kamermuziek
- 1963 Blaaskwintet
- 1965 Novelette, voor strijkkwartet
- 1973 N=1 Vn (Pn)a Po à Aki Takahashi (Baire's theorem), voor 2 piano's, combo orgel, elektrisch piano, zangstem en elektronica[2]
- 1977 Memori, voor spreker en strijkkwartet
- 1994 Nostalgie - Nakitaidake Naitegoran, voor 12 cello
- 1999 The Blue Angel, voor dwarsfluit en piano
- Ragtime, voor 12 cello

### Werken voor piano
- 1983 Bruce Bulldog
- Dread-locks guy, voor piano vierhandig
- Eurobeat dance, voor piano vierhandig
- Habana in yearning
- Japanese elegy
- Latin dance, voor piano vierhandig
- Rainy day's blues
- Rock'n express, voor piano vierhandig
- Salvador bossa
- Savanna samba
- Spanish afternoon, voor piano vierhandig
- Stylish Charleston
- Tango red, voor piano vierhandig
- The sky on west-coast
- Twilight fusion, voor piano vierhandig
- Up-down rag
- With jazz feel

### Werken voor traditionele Japanse instrumenten
- Duo '87, voor shamisen en koto
- La-la-la-la-la, voor shamisen

### Filmmuziek
- 1980 Doran
- 1984 Typhoon Club
- 1985 Kidô senshi Z Gundam (Mobile Suit Z Gundam)
- 1986 Kidô senshi ZZ Gundam (Mobile Suit ZZ Gundam)
- 1987 Hikaru Onna (Luminous woman)
- 1987 24No Hitomi (24 Eyes)
- 1998 Yushun Oracion
- 1998 Papadoll au pays des chats = (Catnapped!)
- 2001 Amon saga
- Astro boy

## Publicaties
- samen met Hori Kōichi: 特攻とは何だったのか : 日本人として忘れてはいけないこと / Tokkō towa nandatta noka : nihonjin to shite wasuretewa ikenai koto, PHP研究所, Tōkyō : PHP Kenkyūjo, 2009. 259 p., ISBN 978-4-569-70811-9
- 大作曲家たちの履歴書 : 下 / Daisakkyokukatachi no rirekisho : 2, 中央公論新社, Tōkyō : Chūō Kōron Shinsha, 2009. 357 p., ISBN 978-4-122-05241-3
- 三枝成彰オペラに討ち入る / Saegusa shigeaki opera ni uchiiru, ワック, Tōkyō : Wakku, 1999. 223 p., ISBN 978-4-898-31010-6
- 大作曲家たちの履歴書 / Daisakkyokukatachi no rirekisho, 中央公論社, Tōkyō : Chūō Kōronsha, 1997. 565 p., ISBN 978-4-120-02690-4
- モーツァルト : 神のメロディーをかなでた音楽家 / Mōtsaruto : kami no merodī o kanadeta ongakuka, 小学館, Tōkyō : Shōgakukan, 1996. 159 p., ISBN 978-4-092-70004-8
- 人間グラフィティ三枝成彰対談集 / Ningen gurafiti Saegusa Shigeaki taidanshū (Human Graffiti - Talks with Saegusa), 潮出版社, Tōkyō : Ushio Shuppansha, 1989. 305 p., ISBN 978-4-267-01229-7
- samen met Hotta Masami. 三枝成彰のオペラの楽しみ方 : 初めて観てみようと思う時に / Saegusa shigeaki no opera no tanoshimikata, 講談社, 127 p., ISBN 978-4-061-98087-7
- 知ったかぶり音楽論 / Shittakaburi ongakuron (Know-it-all: Muziektheorie), 朝日新聞社, 269 p., ISBN 978-4-022-56633-1
- 譜面書きの遠吠え / Fumenkaki no tooboe, 広済堂出版, 229 p., ISBN 978-4-331-50515-1